# Ladon Valles
Ladon Valles é um vale fluvial no planeta Marte localizado a 22.6º S e 28.7º W. Possui 278 km de extensão e recebeu esse nome de um antigo rio na Grécia. 